# ATCvet kod QJ51
ATCvet code QJ51 Antibiotici samo za intramamarnu upotrebu su terapeutska podgrupa sistema za anatomsko terapeutsko hemijsku klasifikaciju za veterinarske medicinske proizvode. Ovaj sistem alfanumeričkih kodova je razvio  za klasifikaciju lekova i drugih medicinskih proizvoda za veterinarsku upotrebu.  Podgrupa QJ51 je deo anatomske grupe QJ Antiinfektivi za sistemsku upotrebu.
Nacionalna izdanja ATC klasifikacije mogu da obuhvataju dodatne kodove koji nisu prisutni na ovoj listi.

### QJ51AA Tetracikline
QJ51AA03 Hlortetraciklin
QJ51AA06 Oksitetraciklin
QJ51AA07 Tetraciklin
QJ51AA53 Hlortetraciklin, kombinacije

## QJ51BAmfenikoliza intramamarnu upotrebu

### QJ51BA Amfenikoli
QJ51BA01 Hloramfenikol
QJ51BA02 Tiamfenikol
QJ51BA90 Florfenikol

## QJ51CBeta-laktamski antibiotici,penicilini, za intramamarnu upotrebu

### QJ51CA Penicilini šireg spektra
QJ51CA01 Ampicilin
QJ51CA51 Ampicilin, kombinacije

### QJ51CE Beta-laktamazno senzitivni penicilini
QJ51CE01 Benzilpenicilin
QJ51CE09 Prokain penicilin
QJ51CE59 Prokain penicilin, kombinacije
QJ51CE90 Fenetamat

### QJ51CF Beta-laktamazno otporni penicilini
QJ51CF01 Dikloksacilin
QJ51CF02 Kloksacilin
QJ51CF03 Meticilin
QJ51CF04 Oksacilin
QJ51CF05 Flukloksacilin

### QJ51CR Kombinacije pencilina i/ili inhibitora beta-laktamaze
QJ51CR01 Ampicilin i enzimski inhibitor
QJ51CR02 Amoksicilin i enzimski inhibitor
QJ51CR50 Kombinacije penicilina

## QJ51D Drugi beta-laktamski antibiotici za intramamarnu upotrebu

### QJ51DB Prva generacijacefalosporina
QJ51DB01 Kefaleksin
QJ51DB04 Kefazolin
QJ51DB08 Kefapirin
QJ51DB10 Kefacetril
QJ51DB90 Kefalonijum

### QJ51DC Druga generacija cefalosporina
QJ51DC02 Cefuroksim

### QJ51DD Treća generacija cefalosporina
QJ51DD12 Cefoperazon
QJ51DD90 Ceftiofur

### QJ51DE Četvrta generacija cefalosporina
QJ51DE90 Cefhinom

## QJ51ESulfonamidiitrimetoprimza intramamarnu upotrebu

### QJ51EA Trimetoprim i derivati
QJ51EA01 Trimetoprim

## QJ51FMakrolidiilinkozamidiza intramamarnu upotrebu

### QJ51FA Makrolidi
QJ51FA01 Eritromicin
QJ51FA02 Spiramicin
QJ51FA90 Tilozin

### QJ51FF Linkozamidi
QJ51FF90 Pirlimicin

## QJ51GAminoglikozidniantibiotici za intramamarnu upotrebu

### QJ51GAStreptomicini
QJ51GA90 Dihidrostreptomicin

### QJ51GB Drugi aminoglikozidi
QJ51GB03 Gentamicin
QJ51GB90 Apramicin

## QJ51R Kombinacije antibiotika za intramamarnu upotrebu

### QJ51RA Tetraciklini, kombinacije sa drugim antibioticima
QJ51RA01 Hlortetraciklin, kombinacije sa drugim antibioticima

### QJ51RB Amfenikoli, kombinacije sa drugim antibioticima
QJ51RB01 Hloramfenikol, kombinacije sa drugim antibioticima

### QJ51RC Beta-laktamski antibiotici, penicilini, kombinacije sa drugim antibioticima
QJ51RC04 Prokain penicilin, dihidrostreptomicin, sulfadimidin
QJ51RC20 Ampicilin, kombinacije sa drugim antibioticima
QJ51RC21 Pivampicilin, kombinacije sa drugim antibioticima
QJ51RC22 Benzilpenicilin, kombinacije sa drugim antibioticima
QJ51RC23 Prokain penicilin, kombinacije sa drugim antibioticima
QJ51RC24 Benzatin benzilpenicilin, kombinacije sa drugim antibioticima
QJ51RC25 Penetamat hidrojodid, kombinacije sa drugim antibioticima
QJ51RC26 Kloksacilin, kombinacije sa drugim antibioticima

### QJ51RD Drugi beta-laktamski antibiotici, kombinacije sa drugim antibioticima
QJ51RD01 Kefaleksin, kombinacije sa drugim antibioticima
QJ51RD34 Kefacetril, kombinacije sa drugim antibioticima

### QJ51RE Sulfonamidi i trimetoprim uključujući derivate
QJ51RE01 Sulfadiazin i trimetoprim

### QJ51RF Makrolidi i linkozamidi, kombinacije sa drugim antibioticima
QJ51RF01 Spiramicin, kombinacije sa drugim antibioticima
QJ51RF02 Eritromicin, kombinacije sa drugim antibioticima
QJ51RF03 Linkomicin, kombinacije sa drugim antibioticima

### QJ51RG Aminoglikozidni antibiotici, kombinacije
QJ51RG01 Neomicin, kombinacije sa drugim antibioticima

### QJ51RV Kombinacije antibiotika i drugih supstanci
QJ51RV01 Antibiotici i kortikosteroidi
QJ51RV02 Antibiotici, antimikotici i kortikosteroidi

## QJ51X Drugi antibiotici za intramamarnu upotrebu

### QJ51XBPolimiksini
QJ51XB01 Kolistin
QJ51XB02 Polimiksin B

### QJ51XX Drugi antibiotici za intramamarnu upotrebu
QJ51XX01 Rifaksimin